# لتیتسیا چامپا
لتیتسیا چامپا (ایتالیایی: Letizia Ciampa؛ زادهٔ ۲۰ اوت ۱۹۸۶) بازیگر و صداپیشه اهل ایتالیا است.
از فیلم‌ها یا برنامه‌های تلویزیونی که وی در آن نقش داشته است می‌توان به یک پزشک در خانواده و ملیسا پی. اشاره کرد.